# Brzi (Mućke)
Colin Ball (rođen 22. travnja 1948.), poznatiji kao Brzi, fiktivni je lik iz BBC-jeva sitcoma Mućke. Glumio ga je Roger Lloyd-Pack.
Stalni posjetitelj puba Kobilja glava i stari Del Boyev prijatelj, Brzi je smetlar, a ponekad se bavi sitnim švercom. Brzi se u seriji pojavljivao od prve epizode, i s kraćim stankama, sve do kraja.
U pilot epizodi Rodney upita Dela kako je Brzi dobio nadimak, misleći kako je Brzi naoružani kriminalac. Međutim, Del mu kaže da sliči konju, što je aluzija na slavnog konja iz pedesetih i šezdesetih.
Trigger govori relativno sporim, monotonim glasom, ali je odan i dobrodušan. No, njegova najprimjetljivija osobina je da je iznimno glup. Jedan od stalnih skečeva kroz cijelu seriju je onaj da Brzi Rodneyja iz nekog razloga uporno zove "Dave", čak i kad mu je ovaj to prigovorio.
Brzi ne zna tko mu je otac, a u epizodi "Ashes to Ashes", kad ga Rodney upita gdje mu je otac, Brzi kaže da je umro "nekoliko godina prije nego što je on rođen". Odgojili su ga baka i djed, koji je isto tako bio smetlar.